# Richard J. Crisp
Richard J. Crisp (Londra, ...) è uno scrittore e psicologo britannico, professore di psicologia presso l'Università di Durham. È tra i maggiori studiosi al mondo nel campo della psicologia sociale..

## Biografia
Richard Crisp nasce a Londra e studia presso la Sir Joseph Williamson's Mathematical School di Rochester, Kent. Dopo aver conseguito il dottorato in psicologia sociale peesso l'Università del Galles, inizia a lavorare come lecturer in psicologia presso l'Università di Birmingham. Nel 2007, ottiene la cattedra di psicologia al centro per gli studi sui processi di gruppo all'Università del Kent, dove sarà anche direttore della scuola di psicologia tra il 2008 ed il 2011. Dal 2012 al 2014 è docente di psicologia sociale presso l'Università di Sheffield. Dal 2017 è docente di psicologia sociale e capo del dipartimento di psicologia alla Durham University.

## Pubblicazioni
- Richard J. Crisp, Rhiannon R. Turner, Essential Social Psychology (2nd ed.), London, Sage, 2010. (trad.italiana a cura di Mosso C., Psicologia Sociale, UTET, Torino, 2013).